# 판버러 에어쇼
판버러 국제에어쇼( - 國際 - , 영어: Farnborough International Airshow)는 항공우주 및 방위산업 업체의 무역 박람회와 일반인 대상의 에어쇼를 겸하는 7일간의 행사로, 잉글랜드 햄프셔주 판버러 공항에서 매 짝수년 7월 중순에 열린다. 처음 5일간(월요일부터 금요일까지)은 사업자 전용이며, 마지막 2일간은 일반에 공개된다.
판버러 에어쇼는 국제 항공우주 및 방위산업에 있어 주요 연간 행사로, 잠재적 고객에 군용 및 민간 항공기를 선보일 수 있는 기회가 제공된다. 에어쇼를 통해 새로운 개발 성과나 계약이 발표되며, 언론의 주목을 받는다.
주최측에 의하면, 2012년 판버러 에어쇼는 처음 5일간 19만 8천 명의 사업자가 행사장을 찾았고, 주말에는 10만 명의 일반 관람객이 행사를 참관했다. 미화 720억 달러의 가치에 해당되는 758대의 항공기 계약이 성사되었다.

## 역사

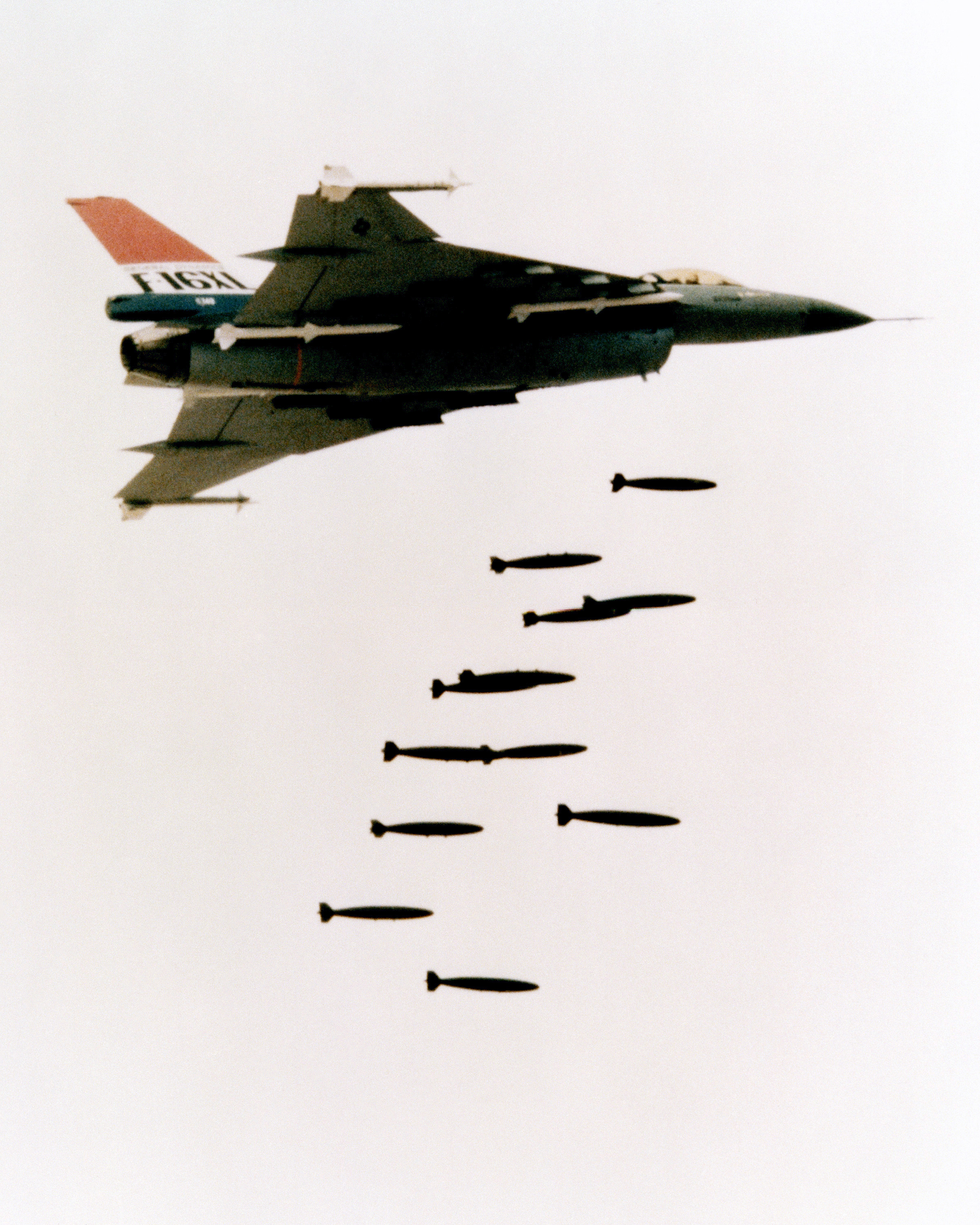
1982년 판버러 에어쇼에서 폭탄 투하 시범을 보이는 F-16XL.

판버러 에어쇼는 1920년에서 1937년까지 헨던에서 연례적으로 열린 영국 공군 에어쇼로부터 시작되었다. 1932년 6월 27일, 영국 항공 협회에서는 헨돈에서 영국 항공 산업의 대표로서 16개 업체 35대 항공기의 전시회를 열었다. 제2차 세계대전 후, 1946년 래들릿에서 재개된 에어쇼는 1948년 전까지 계속되었고, 이후 런던 중앙으로부터 약 30 km 남서쪽, 영국 왕립 항공 연구소가 위치한 현재의 개최지인 판버러로 장소를 옮겼다.
1952년, DH.110 제트 전투기가 비행 중 분해되어 군중 속으로 추락, 조종사 1명과 항해사 1명을 포함, 31명이 숨진 사고가 있었다.
1958년, 블랙 애로우 팀은 22대의 비행기가 대형을 갖추어 루프(공중제비) 기동을 선보였다. 이는 현재까지도 가장 많은 대수의 비행기가 대형을 갖춘 루프 기동의 기록으로 남아 있다.
매년 열리던 행사였으나, 1962년부터는 격년제로 개최되었다. 판버러 에어쇼는 전세계의 참관객들을 끌어모으게 되었다. 단, 냉전의 시기 철의 장막 뒷편의 나라들은 제외되었다.
1996년부터 에어쇼에서는 직원들과 주변의 판버러 공과대학(Farnborough College of Technology) 학생들이 운영하는 공식 라디오 방송국이 가동되었다. 다만, 2012년에는 운영되지 않았다.